# Bohušov
Bohušov (in tedesco Füllstein) è un comune della Repubblica Ceca facente parte del distretto di Bruntál, nella regione della Moravia-Slesia.